# 恰斯·卡利斯茲
恰斯·卡利斯茲（英語：Chase Kalisz；1994年3月7日—）是一位美國游泳運動員，他擅長蛙泳、蝶泳。他代表美國參加了2013年游泳世錦賽，並且贏得了200米混合泳項目的銀牌，2016年参加里约热内卢奥运会时获得400米个人混合泳银牌。2021年7月25日，他在东京奥运会男子400米个人混合泳比赛中排名第一，为美国代表团获得该届奥运会首枚金牌。他就讀於佐治亞州大學。